# Saint-Pierre-sur-Dropt
Saint-Pierre-sur-Dropt es una comuna francesa situada en el departamento de Lot y Garona, en la región de Nueva Aquitania.

## Demografía
| 260 | 282 | 295 | 263 | 244 | 226 | 356 |
| Para los censos de 1962 a 1999 la población legal corresponde a la población sin duplicidades (Fuente: INSEE [Consultar]) |     |     |     |     |     |     |